# ديزي فرايد
ديزي فرايد (بالإنجليزية: Daisy Fried)‏ هي كاتِبة وشاعرة أمريكية، ولدت في 1967.